# Itálie na Letních olympijských hrách 1952
Itálii na Letních olympijských hrách v roce 1952 ve finských Helsinkách reprezentovala výprava 231 sportovců (208 mužů a 23 žen) v 19 sportech.

## Medailisté
| Medaile | Jméno | Sport      | Soutěž                              |
| ------- | --- | ---------- | ----------------------------------- |
| Zlato   | Giuseppe Dordoni | Atletika   | Muži chůze 50 km                    |
| Zlato   | Aureliano Bolognesi | Box        | Muži lehká váha do 60 kg            |
| Zlato   | Enzo Sacchi | Cyklistika | Muži 1 000 m sprint                 |
| Zlato   | Loris Campana Mino de Rossi Guido Messina Marino Morettini | Cyklistika | Družstvo mužů 4 000 m stíhací závod |
| Zlato   | Edoardo Mangiarotti | Šerm       | Muži kord                           |
| Zlato   | Roberto Battaglia Franco Bertinetti Giuseppe Delfino Dario Mangiarotti Edoardo Mangiarotti Carlo Pavesi                                                                            | Šerm       | Družstvo mužů kord                  |
| Zlato   | Irene Camberová | Šerm       | Ženy fleret                         |
| Zlato   | Nicolò Rode Agostino Straulino | Jachting   | Muži třída Star                     |
| Stříbro | Adolfo Consolini | Atletika   | Muži hod diskem                     |
| Stříbro | Sergio Caprari | Box        | Muži pérová váha do 57 kg           |
| Stříbro | Marino Morettini | Cyklistika | Muži 1000 m s pevným startem        |
| Stříbro | Dino Bruni Gianni Ghidini Vincenzo Zucconelli | Cyklistika | Družstvo mužů - hromadný start      |
| Stříbro | Edoardo Mangiarotti | Šerm       | Muži fleret                         |
| Stříbro | Giancarlo Bergamini Manlio di Rosa Edoardo Mangiarotti Renzo Nostini Giorgio Pellini Antonio Spallino                                                                              | Šerm       | Družstvo mužů fleret                |
| Stříbro | Dario Mangiarotti | Šerm       | Muži kord                           |
| Stříbro | Gastone Darè Roberto Ferrari Renzo Nostini Giorgio Pellini Vincenzo Pinton Mauro Racca                                                                                             | Šerm       | Družstvo mužů šavle                 |
| Stříbro | Ignazio Fabra | Zápas      | muži, řecko-římský do 52 kg         |
| Bronz   | Bruno Visintin | Box        | Muži velterová váha do 63,5 kg      |
| Bronz   | Raffaello Gambino Cesare Rubini Maurizio Mannelli Geminio Ognio Ermenegildo Arena Renato De Sanzuane Carlo Peretti Renato Traiola Vincenzo Polito Salvatore Gionta Lucio Ceccarini | Vodní pólo | Turnaj mužů                         |
| Bronz   | Antonio Maspes Cesare Pinarello | Cyklistika | Muži 2 000 m tandem                 |
| Bronz   | Manlio di Rosa | Šerm       | Muži fleret                         |